# Manuscrit de Glenmasan
Le manuscrit de Glenmasan est un vélin écossais du XVe siècle conservé à la Bibliothèque nationale d'Écosse à Édimbourg (cote MS 72.2.3). Il était auparavant conservé à l'Advocates Library d'Édimbourg, sous la cote MS 53. Le manuscrit contient des textes littéraires en gaélique écossais du cycle d'Ulster, tels que Oided mac nUisnig, une version de Longes mac n-Uislenn sur l'enlèvement de Deirdre.
Ce serait l'un des manuscrits qui aurait été à l'origine des Poèmes Ossianiques de James Macpherson.

## Âge et provenance
Le manuscrit tire son nom d'une entrée figurant sur la première page, qui indique que la compilation original avait été achevée à Glen Masan, sur la péninsule de Cowal (paroisse de Dunoon, comté d'Argyll) en 1238. Sur le folio 19, une main anonyme a écrit Leabhar Echdra ata ann so ar a scriobha le Eoin M'Tavis (« Ceci est un livre d'aventures écrit par John M'Tavish » en gaélique écossais), un nom qui apparaît à d'autres endroits du manuscrit et est cohérent avec une origine dans le comté d'Argyll. Eoin MacTavis pourrait être le scripte principal, bien que rien ne supporte cette hypothèse.

## Description du manuscrit
Le manuscrit contient 27 feuilles au format quarto (dont les deux feuilles formant la couverture). Les pages sont écrites sur des doubles colonnes de 38, parfois 39, lignes chacune. La reliure est abîmée au début : le folio 3 aurait dû être le cinquième, tandis qu'il y a un trou entre le quatrième et le cinquième folio, et peut-être entre le cinquième et le troisième ainsi qu'entre le troisième et le sixième.

## Contenu
Les textes comprennent :
- Oided mac nUisnig (« Les morts des fils d'Uisnech »), une version de Longes mac nUislenn[2]
- Fochonn loingse Fergusa maic Roig « La raison de l'exil de Fergus MacRoig [3]
- Toraigecht Tána Bó Flidaise (ou Toruigheacht bó Flidais), une version de Tain bó Flidais[4]